# Fausto Vitello
Fausto Vitello (Buenos Aires, 7 de agosto de 1946-Woodside, California; 22 de abril de 2006) fue un empresario, editor de revistas y patinador argentino. Vitello es el creador de la revista Thrasher y cocreador de Independent Trucks.

## Biografía
Vitello nació en Buenos Aires, Argentina, pero su familia se fue cuando tenía 9 años para escapar del terror político de la Revolución Libertadora. Su familia se mudó a San Francisco, en el estado estadounidense de California, y se crio en la calle Frederick, en el barrio Haight Ashbury, donde Vitello no hablaba inglés al llegar. Él mismo aprendió inglés escuchando las transmisiones de los Giants de San Francisco, comenzando un amor de toda la vida por los Giants. Vitello pasó un año en la Universidad de California en Berkeley, antes de transferirse y eventualmente graduarse de la Universidad Estatal de San Francisco  con un título en lengua española.

### Vida empresarial
A finales de la década de 1970, la popularidad del skateboarding estaba disminuyendo. Vitello y su socio Eric Swenson, junto con Richard Novak y Jay Shuirman, propietario de Santa Cruz Skateboards, vieron la oportunidad de trabajar juntos y posteriormente fundaron Independent Truck Company. Independent Trucks se convirtió rápidamente en un líder de la industria y el grupo vio la oportunidad de expandirse y capitalizar el redescubrimiento del skateboarding en Estados Unidos.
Después de desarrollar un interés en el hardware de skateboarding a finales de los años 1970, y después de sus primeras pruebas con Stoker Truck—Eric Swenson y Vitello —que fundaron su compañía Ermico Enterprises—, finalmente unieron fuerzas con Jay Shuirman y Richard Novak en el NHS para probar y fabricar el eje Independent Stage 1 en julio de 1978. Con gran éxito y redefiniendo el alcance del rendimiento de los ejes, el equipo independiente de Ermico y NHS, en 1981, Vitello cofundó Thrasher. Las fotos y artículos trajeron los últimos trucos, modas y equipo a la atención de la juventud de los Estados Unidos, contribuyendo al surgimiento de la cultura del skateboard en Estados Unidos. Los anuncios también ayudaron a impulsar el éxito de Independent Trucks, que rápidamente se estaba convirtiendo en uno de los nombres más grandes en el skateboarding. Mientras que muchos todavía descartaban el skateboarding como una moda, Thrasher ayudó a establecerlo como una subcultura dominante que ha evolucionado hasta convertirse en la industria de mil millones de dólares que es hoy en día.
A medida que el imperio de negocios de Vitello crecía, también lo hacía el número de proyectos que emprendió. Comenzó con High Speed Productions, donde publica Slap Magazine, y la revista internacional de arte alternativo Juxtapoz. También fundó dos compañías de distribución de skateboard: Deluxe —que distribuye ruedas Spitfire, Thunder Trucks, Antihero Skateboards, Real Skateboards y Krooked Skateboards—, y Street Corner —que distribuye ruedas Hubba, Think Skateboards, Lucky Bearings y Venture trucks—.

### Fallecimiento
Fausto murió el 22 de abril de 2006 de un infarto agudo de miocardio mientras montaba en su bicicleta con su mejor amigo, Lin Ho, a los 59 años. A él le sobreviven su esposa, Gwynn, su hijo, Tony, y su hija, Sally.